# Lea-Francis

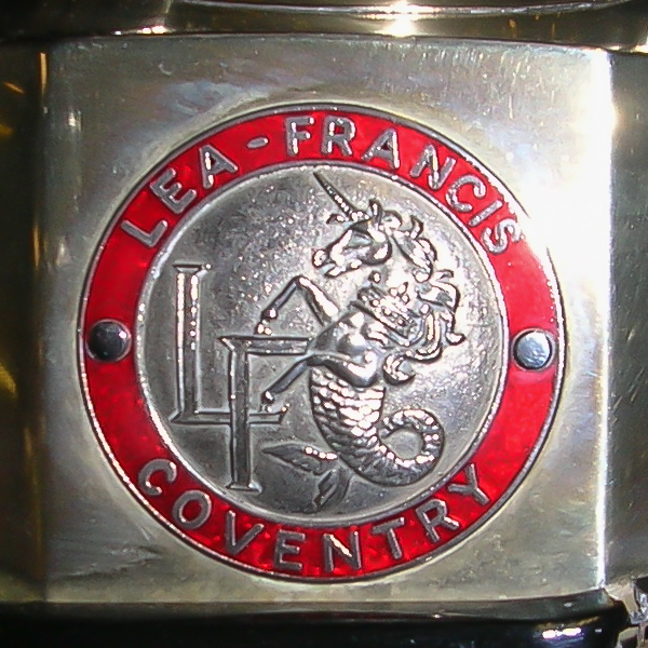
Radiator bagde

Lea-Francis is een historisch merk van motorfietsen en personenauto's.
Lea & Francis Ltd., Coventry (1911-1954).
Ooit een bekende Britse autofabriek, die ook goede V-twin-motorfietsen met 496-, 596- en 746 cc JAP- en MAG-motoren bouwde. 
De eigenaren waren Graham Francis en R.H. Lea. Francis’ zoon Gordon Ingolsby en Lea’s zoon Norman voerden de fabrieks-trialploeg aan. Na het huwelijk van Gordon Ingolsby Francis en de dochter van Arthur Barnett (van het merk Invicta) ontstond het merk Francis-Barnett. De bekende auteur George Bernard Shaw hoorde tot de vaste klanten van Lea Francis. Autoproductie vond plaats van 1903 tot 1954, in 1962, van 1980 tot 1990 en in 1998.

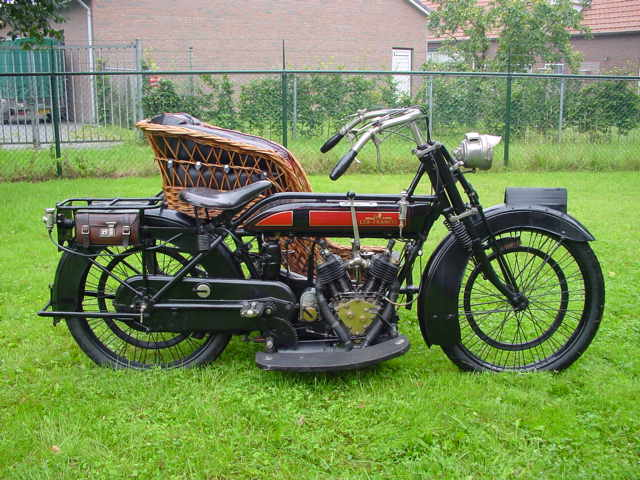
Lea Francis 430 cc zijspancombinatie met JAP-motor uit 1914, motorzijde
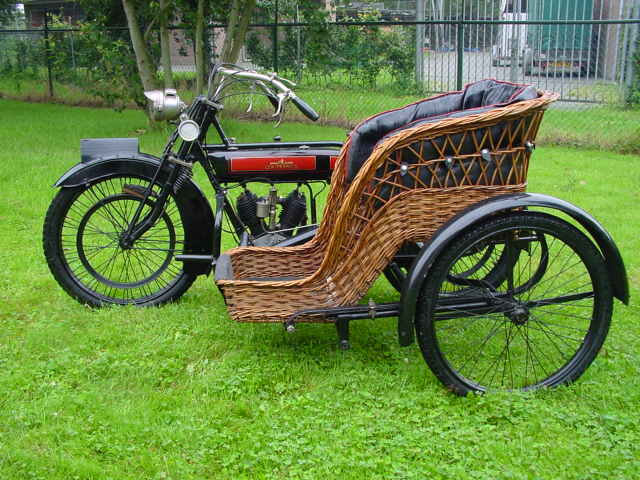
Lea Francis 430 cc zijspancombinatie met JAP-motor uit 1914, zijspanzijde